# 新羅丸
新羅丸（しらぎまる　Shiragi maru）は鉄道省の関釜航路・青函航路の鉄道連絡船。高麗丸型の第2船である。姉妹船には高麗丸がある。
船名は古代の朝鮮半島南東部にあった国家、新羅に由来する。

## 航跡

### 就航
関釜連絡船には、開設以来、壱岐丸と対馬丸が就航していたが、1912年に新橋 - 下関の1・2等特別急行列車、及び釜山 - 奉天の直通列車が運行開始すると、新橋から関釜航路経由で奉天へ向かうルートが完成し、利用者増加に伴う関釜航路の大型船が必要となった。
2隻の新造船（高麗型）は1912年に川崎造船所で建造が開始され、第1船の高麗丸が1913年1月、第2船の新羅丸は1913年3月に就航する。
機関が故障しても帆走できるようにマストが設置されていた。内装では壱岐丸と対馬丸で不評であった多段ベッドを廃止し、客室を畳敷きの広間にするなど、改良が行われている。

### 連絡船
新羅丸は1913年4月から関釜航路で運行され、1925年には無線電話が設置される。1932年3月から7月までは第一次上海事変のとき陸軍の病院船として宇品 - 上海間で使用される。
1937年に貨物専用船に改造され、1941年7月には青函航路の輸送力増強の臨時航路（本輪 - 塩釜）で就航し、1942年6月10日に正式に青函航路に転属となる。1944年3月から4月には海軍に貸与されている。それ以降は青函航路以外にも新潟 - 大泊や大湊 - 択捉島の臨時航路でも使用される。
1945年5月25日、修理を終え下関に向かう途中、関門海峡・部埼灯台沖で触雷により沈没する。

## 船長
- 松原善之助 鉄道院技師：1913年3月14日 -